# David Svoboda
David Svoboda (Praga, 19 marzo 1985) è un pentatleta ceco, vincitore di una medaglia d'oro ai Giochi olimpici di Londra 2012. È fratello gemello dell'atleta Tomáš Svoboda.

## Palmarès
In carriera ha conseguito i seguenti risultati:
- Giochi olimpici:

Londra 2012: oro nell'individuale.
- Mondiali:

Varsavia 2005: bronzo nella staffetta.
Berlino 2007: argento nella gara a squadre, bronzo nella staffetta.
Budapest 2008: argento nell'individuale.
Londra 2009: oro nella staffetta, argento nell'individuale e nella gara a squadre.
- Europei

Mosca 2008: bronzo nella gara a squadre.
Lipsia 2009: argento nella staffetta.
Sofia 2012: bronzo nella staffetta mista.
Bath 2015: bronzo a squadre.